# اچ‌ام‌اس اسکورچر (پی۲۵۸)
اچ‌ام‌اس اسکورچر (پی۲۵۸) (به انگلیسی: HMS Scorcher (P258)) یک زیردریایی بود که طول آن ۲۱۷ فوت (۶۶ متر) بود. این زیردریایی در سال ۱۹۴۴ ساخته شد.